# Phenacovolva lahainaensis
Phenacovolva lahainaensis is een slakkensoort uit de familie van de Ovulidae. De wetenschappelijke naam van de soort is voor het eerst geldig gepubliceerd in 1969 door Cate.